# Larry DiTillio
Lawrence G. DiTillio (15 de febrero de 1940-15 de marzo de 2019)  fue un escritor y guionista estadounidense principalmente de películas y series de televisión.

## Carrera
Empezó a escribir para televisión y cine en los años 1970 incluyendo un periodo en la serie de animación de Filmation, Fat Albert and the Cosby Kids. DiTillio pasó a ser entonces guionista en plantilla para la serie original He-Man y los Amos del Universo. Escribió la mayoría de los episodios de las dos temporadas, totalizando 17 episodios y dirigiendo uno. En 1985,  escribió la película He-Man y She-Ra: El Secreto de la Espada. Fue responsable del vademécum de referencia para la serie spinoff de ella, She-Ra: La Princesa del Poder, e inventó la mayoría de los nombres de los personajes.
Flying Buffalo contrató a DiTillio en 1983 cuándo éste se encontraba sin empleo por una huelga. Escribió La Isla de Darksmoke (1984) y la última aventura multijugador de Túneles & Trolls. Con Lynn Willis, escribió Las Máscaras de Nyarlathotep (1984), una campaña de alcance mundial para La Llamada de Cthulhu, la cual está considerada como una de las mejores aventuras de rol de todos los tiempos y que ganó el Origins Award.
DiTillio es conocido por su papel como editor ejecutivo de guion en la serie de ciencia ficción, Babylon 5, y escribir o coescribir la mayoría de los episodios en la serie animada Beast Wars. Fue también guionista para la nueva serie de He-Man y los Amos del Uiverso de 2002.
DiTillio Murió a la edad de 79 años el 15 de marzo de 2019 de Parkinson.

## Filmografía
| Año       | Función                                | Producción                                            |
| --------- | -------------------------------------- | ----------------------------------------------------- |
| 1972      | Guionista                              | Those Mad, Mad Moviemakers                            |
| 1984      | Guionista                              | Fat Albert and the Cosby Kids                         |
| 1985      | Guionista                              | He-Man and She-Ra: The Secret of the Sword            |
| 1985      | Guionista                              | Jayce and the Wheeled Warriors (7 episodios)          |
| 1983-1985 | Guionista                              | He-Man and the Masters of the Universe (17 episodios) |
| 1985      | Guionista                              | She-Ra Princess of Power (18 episodios)               |
| 1985-1986 | Guionista                              | Rock 'n' Wrestling                                    |
| 1986      | Guionista                              | Centurions                                            |
| 1986      | Guionista                              | Galaxy High School                                    |
| 1987      | Guionista                              | Bionic Six                                            |
| 1987-88   | Guionista                              | Captain Power and the Soldiers of the Future          |
| 1988      | Guionista                              | Superman (2 episodes)                                 |
| 1989      | Guionista                              | The California Raisin Show (5 episodes)               |
| 1989      | Guionista                              | Captain Power: The Beginning (Película de TV)         |
| 1987      | Guionista                              | The Real Ghostbusters                                 |
| 1990      | Guionista                              | Swamp Thing (Series de TV)                            |
| 1990      | Guionista                              | Deadly Nightmares                                     |
| 1990      | Guionista                              | Peter Pan and the Pirates                             |
| 1991      | Guionista                              | The Hidden Room                                       |
| 1991      | Guionista                              | Asesinato, Escriba (1 Episodio)                       |
| 1992      | Guionista                              | Conan the Adventurer                                  |
| 1994-1995 | Guionista/Editor Ejecutivo de Historia | Babylon 5                                             |
| 1996      | Guionista                              | Hypernauts                                            |
| 1996-99   | Guionista/Editor Ejecutivo de Historia | Beast Wars: Transformers                              |
| 2002-2004 | Guionista                              | Masters of the Universe vs. the Snake Men             |
| 2005      | Guionista                              | Kong: The Animated Series                             |
| 2009      | Guionista                              | Transformers: Animated (1 episodio)                   |

## Rol
| Año  | Título                       | Autores                                                                       | Artistas                                                                       | Sistema               | Editorial      |
| ---- | ---------------------------- | ----------------------------------------------------------------------------- | ------------------------------------------------------------------------------ | --------------------- | -------------- |
| 1984 | La Isla de Darksmoke         | Larry DiTillio                                                                |                                                                                | Túneles & Trolls      | Flying Buffalo |
| 1984 | Las Máscaras de Nyarlathotep | Larry DiTillio / Lynn Willis                                                  |                                                                                | La Llamada de Cthulhu | Chaosium       |
| 1987 | Terror Austral               | Penelope Love / Mark Morrison / Lynn Willis / Larry DiTillio / Sandy Petersen | Tom Sullivan / Ron Leming / Phillip Anderson (mapas) / Marion Anderson (mapas) | La Llamada de Cthulhu | Chaosium       |